# Pseudanaesthetis
Pseudanaesthetis is een kevergeslacht uit de familie van de boktorren (Cerambycidae). De wetenschappelijke naam van het geslacht werd voor het eerst geldig gepubliceerd in 1922 door Pic.

## Soorten
Pseudanaesthetis omvat de volgende soorten:
- Pseudanaesthetis assamensis (Breuning, 1966)
- Pseudanaesthetis atripes Pic, 1926
- Pseudanaesthetis langana Pic, 1922
- Pseudanaesthetis mizunumai Hayashi, 1974
- Pseudanaesthetis nigripennis Breuning, 1940
- Pseudanaesthetis pakistana (Breuning, 1975)
- Pseudanaesthetis rufa Gressitt, 1942
- Pseudanaesthetis rufipennis (Matsushita, 1933)
- Pseudanaesthetis sumatrana Pic, 1945